# William Rufus DeVane King
Pour les articles homonymes, voir William King et King.
William Rufus DeVane King, né le 7 avril 1786 et mort le 18 avril 1853, est un homme politique américain, représentant au Congrès de la Caroline du Nord, sénateur de l’Alabama et le treizième vice-président des États-Unis. Si l'on excepte John Tyler et Andrew Johnson — qui accédèrent à la présidence — il est celui qui occupa ce poste le moins longtemps : seulement 45 jours.

## Carrière
William King naît dans le comté de Sampson en Caroline du Nord et est diplômé de l’université de Caroline du Nord à Chapel Hill en 1803. Il est admis au barreau en 1806 et commence à pratiquer le droit à Clinton (Caroline du Nord).
Membre de l’Assemblée législative de Caroline du Nord de 1807 à 1809 et avocat-conseil de Wilmington en 1810, il est élu aux 12e, 13e et 14e congrès comme représentant du 4 mars 1811 au 4 novembre 1816, date où il démissionne. King est ensuite secrétaire de la mission diplomatique américaine à Naples et plus tard à Saint-Pétersbourg. Il retourne aux États-Unis en 1818 et s’installe comme planteur à Cahawba, alors capitale de l’Alabama.
King est délégué à la convention qui organise le gouvernement de l’État. Lors de l’admission de l’Alabama comme État en 1819, il est élu en tant que républicain-démocrate au Sénat des États-Unis et réélu en tant que « jacksonien » en 1822, 1828, 1834 et 1841, et exerce ses fonctions du 4 décembre 1819 au 15 avril 1844, date où il démissionne. Il est président pro tempore du Sénat du 1er juillet 1836 au 4 mars 1841 et président du Comité sur l'énergie et les ressources naturelles (Comité des terres publiques) et du Comité du commerce.
Il est ambassadeur en France de 1844 à 1846. Il est nommé puis élu en tant que démocrate au Sénat pour occuper le poste laissé libre par la démission d'Arthur Pendleton Bagby, du 1er juillet 1848 jusqu’à sa démission pour raison de santé le 20 décembre 1852. Il est de nouveau président pro tempore du Sénat du 6 mai 1850 au 20 décembre 1852, président du comité des affaires étrangères et du comité des pensions.

### Vice-présidence
William King est élu vice-président des États-Unis en 1852 sur le ticket démocrate avec Franklin Pierce. Son mandat commence le 4 mars 1853, mais il ne prête serment que le 24 du même mois à Cuba où il se trouve à cause de sa santé. Cette inauguration inhabituelle a lieu car on pense alors que King, atteint de tuberculose en phase terminale, ne vivra plus longtemps. Ce privilège lui est accordé par une motion spéciale du Congrès pour ses services distingués au gouvernement.
Le vice-président King retourne à sa plantation King’s Bend dans l’Alabama où il meurt bientôt. Il est enterré dans un caveau sur sa plantation et est plus tard réinhumé dans un cimetière de Selma dans le comté de Dallas (Alabama).

## Hommage
En 1852, le territoire de l'Oregon décide de baptiser deux nouveaux comtés du nom du président élu Pierce et du vice-président élu King, dans l’espoir d’accélérer l’admission à l’Union en gagnant les faveurs de la nouvelle administration. L'année suivante, les deux comtés sont intégrés dans le territoire de Washington nouvellement crée mais qui ne deviendra l'État du même nom qu’en 1889. Le comté de King existe toujours mais a été renommé comté de King en l’honneur de Martin Luther King par une résolution du conseil du comté du 24 février 1986 validée par une loi du Sénat signée par le gouverneur Christine Gregoire le 19 avril 2005.

## Homosexualité
Certains historiens ont spéculé que King aurait été homosexuel et qu’il aurait eu une longue relation intime avec le futur président James Buchanan. Il est vrai que les deux hommes habitèrent ensemble pendant 16 ans à Washington DC. Les partisans de cette théorie, dont l'un des plus connus est l'auteur et historien James Loewen, affirment également que les détracteurs de King au Sénat le surnommaient « Miss Nancy », terme utilisé au XIXe siècle pour désigner les homosexuels. Cette théorie controversée demeure une source de débats parmi les historiens spécialistes de King et de Buchanan.